# رزالیا پیپیتون
رزالیا پیپیتون (انگلیسی: Rosalia Pipitone؛ زادهٔ ۳ اوت ۱۹۸۵) بازیکن فوتبال اهل ایتالیا است.
از باشگاه‌هایی که در آن بازی کرده‌است می‌توان به باشگاه فوتبال زنان آ.اس. رم اشاره کرد.
وی همچنین در تیم ملی فوتبال زنان ایتالیا بازی کرده‌است.